# 津嶋啓一
津嶋 啓一（つしま けいいち、1976年11月6日 - ）は、日本のピアニスト、音楽教育者。湘北短期大学 、国立音楽大学附属中学校・高等学校 にて後進の指導にあたる。

## 略歴
- 1995年 桐朋女子高等学校音楽科（男女共学）卒業
- 2000年 桐朋学園大学ソリスト・ディプロマコース退籍[3]
- 2000年 ロームミュージックファンデーション奨学生[4]
- 2002年 文化庁新進芸術家海外研修(2年派遣)[5]
- 2004年 リスト・フェレンツ音楽大学(ハンガリー)修了
- 2005年 エコールノルマル音楽院(フランス)修了
- 2018年 明星大学通信教育学部教育学科卒業。学士(教育学)[6]
- 2020年 明星大学大学院教育学研究科教育学専攻通信課程修了。修士(教育学)[7]

大島正泰、Laszlo Baranyay、Christian Ivaldiの各氏に師事。

## 受賞歴
- 1989年　第4回長野県ピアノコンクール大賞[9]
- 1994年　第4回日本クラシック音楽コンクール全国大会、第1位およびグランプリ[10]
- 1998年　第9回多摩フレッシュ音楽コンクール第1位（現・多摩フレッシュ音楽コンサート）[11]
- 1999年　第11回宝塚ベガ音楽コンクール第2位[12]
- 1999年　第68回日本音楽コンクール第3位[13]